# .mq
.mq je vrhovna internetska domena (country code top-level domain - ccTLD) za Martinik. Domenom upravlja SYSTEL.

## Vanjske poveznice
- IANA .mq whois informacija  Arhivirana inačica izvorne stranice od 25. srpnja 2008. (Wayback Machine)